# Idris seminitidus
Idris seminitidus är en stekelart som först beskrevs av Alan Parkhurst Dodd 1914.  Idris seminitidus ingår i släktet Idris och familjen Scelionidae. Inga underarter finns listade i Catalogue of Life.